# Ayoub Vali
Ayoub Vali (tiếng Ba Tư: ایوب والی) là một cầu thủ bóng đá người Iran hiện tại thi đấu cho Foolad ở Persian Gulf Pro League.

## Sự nghiệp câu lạc bộ
Vali tốt nghiệp từ Học viện Trẻ Foolad và dành toàn bộ sự nghiệp thi đấu cho Foolad.

## Thống kê sự nghiệp câu lạc bộ
Tính đến 8 tháng 11 năm 2014.
| Câu lạc bộ          | Hạng đấu            | Mùa giải            | Giải vô địch | Giải vô địch | Cúp Hazfi | Cúp Hazfi | Châu Á  | Châu Á    | Tổng    | Tổng      |
| Câu lạc bộ          | Hạng đấu            | Mùa giải            | Số trận      | Bàn thắng    | Số trận   | Bàn thắng | Số trận | Bàn thắng | Số trận | Bàn thắng |
| ------------------- | ------------------- | ------------------- | ------------ | ------------ | --------- | --------- | ------- | --------- | ------- | --------- |
| Foolad              | Pro League          | 2008–09             | 4            | 0            | 2         | 0         | -       | -         | 6       | 0         |
| Foolad              | Pro League          | 2009–10             | 16           | 0            | 0         | 0         | -       | -         | 16      | 0         |
| Foolad              | Pro League          | 2010–11             | 5            | 0            | 0         | 0         | -       | -         | 5       | 0         |
| Foolad              | Pro League          | 2011–12             | 11           | 0            | 1         | 0         | -       | -         | 12      | 0         |
| Foolad              | Pro League          | 2012–13             | 13           | 0            | 1         | 0         | -       | -         | 14      | 0         |
| Foolad              | Pro League          | 2013–14             | 26           | 0            | 2         | 0         | 3       | 1         | 31      | 1         |
| Foolad              | Pro League          | 2014–15             | 14           | 0            | 0         | 0         | 0       | 0         | 14      | 0         |
| Foolad              | Pro League          | 2015-16             | 21           | 5            | 0         | 0         | -       | -         | 21      | 5         |
| Foolad              | Pro League          | 2016-17             | 25           | 4            | 0         | 0         | -       | -         | 25      | 4         |
| Foolad              | Pro League          | 2017-18             | 11           | 0            | 0         | 0         | -       | -         | 11      | 0         |
| Tổng cộng sự nghiệp | Tổng cộng sự nghiệp | Tổng cộng sự nghiệp | 146          | 0            | 6         | 0         | 3       | 1         | 155     | 10        |

- Kiến tạo

| Mùa giải | Đội bóng | Kiến tạo |
| -------- | -------- | -------- |
| 10–11    | Foolad   | 0        |
| 11–12    | Foolad   | 0        |
| 12–13    | Foolad   | 1        |
| 13–14    | Foolad   | 3        |
| 14–15    | Foolad   | 0        |

## Danh hiệu
Foolad
- Iran Pro League (1): 2013–14